# Involutie (wiskunde)

Een involutie is een functie die bij twee keer toepassen weer terugkeert bij het startpunt

In de wiskunde is een involutie een functie of afbeelding die haar eigen inverse is. De naam komt van het Latijnse involvere, inwikkelen.

## Definitie
Een involutie is een functie of afbeelding {\displaystyle f\colon X\to X} met de eigenschap dat voor alle {\displaystyle x\in X}:
{\displaystyle f(f(x))=x}

## Eigenschappen
- Iedere involutie is een bijectie.
- De identieke afbeelding is een triviale involutie.
- Een involutie is gelijk aan zijn inverse. Voor alle {\displaystyle x\in X} is dus:

{\displaystyle f^{-1}(x)=f(x)}
- Als het domein van de afbeelding met een wiskundige structuur is uitgerust, wordt meestal ook geëist dat {\displaystyle f} die structuur behoudt, bijvoorbeeld lineariteit in het geval van een vectorruimte of isometrie in het geval van een metrische ruimte.

## Voorbeelden
- Vermenigvuldigen met −1 en omgekeerde nemen
- Spiegelen en inversie bepalen, dat is een punt- of een cirkelspiegeling
- Transponeren van een matrix
- Logische negatie
- Isogonale en isotomische verwantschap

## Taal
Involuties komen als stijlfiguur ook in de taal voor, zij het onder een andere naam: de litotes.